# Philippe Morier-Genoud
Philippe Morier-Genoud, född 2 mars 1944 i Thonon-les-Bains, Auvergne-Rhône-Alpes, är en fransk skådespelare.

## Roller (urval)
- 1981 – Kvinnan i huset bredvid
- 1983 – Äntligen söndag!
- 1987 – Vi ses igen, barn
- 1990 – Cyrano de Bergerac
- 1990 – Den skyddande himlen
- 1991 – J'entends plus la guitare
- 1993 – Frihet – den blå filmen
- 1994 – Den vita filmen
- 2012 – Zarafa
- 2013 – Yves Saint Laurent
- 2014 – Asterix – Gudarnas hemvist (röst)
- 2018 – Asterix: Den magiska drycken (röst)